# Коефіцієнт масштабу
У теорії ймовірності і статистиці коефіцієнт масштабу являє собою особливий вид числового елемента параметричного сімейства розподілів ймовірностей. Чим більше коефіцієнт масштабу, тим більш поширений розподіл.

## Визначення
Якщо сімейство розподілів ймовірностей таке, що є коефіцієнт S (та інші коефіцієнти θ), якого задовольняє функція розподілу ймовірностей
{\displaystyle {\mbox{F(x;s,θ) = F(x/s;1,θ),}}}
то s — це коефіцієнт масштабу, так як його значення визначає «масштаб» або статистичну дисперсію розподілу ймовірностей. Якщо s великий, то розподіл буде більш поширеним; якщо s малий, то він буде більш концентрованим.
Якщо густина імовірності існує для всіх значень повного набору коефіцієнтів, то густина (як функція коефіцієнту масштабу тільки) задовольняє
{\displaystyle {f_{s}(x)=f(x/s)/s,}}
де F є густиною стандартизованого варіанту густини.
Статистична оцінка коефіцієнта масштабу називається оцінкою масштабу.

### Прості маніпуляції
Ми можемо написати {\displaystyle {f_{s}}} за умови {\displaystyle {g(x)=x/s}} в такий спосіб:
{\displaystyle {f_{s}(x)=f({\frac {x}{s}})*{\frac {1}{s}}=f(g(x))g'(x).}}
Оскільки F є функцією густини ймовірності, вона інтегрується до одиниці:
{\displaystyle {1=\int _{-\infty }^{\infty }f(x)\,dx=\int _{g(-\infty )}^{g(\infty )}f(x)\,dx.}}
За правилом заміни інтегрального числення, ми тоді маємо
{\displaystyle {1=\int _{-\infty }^{\infty }f(g(x))g'(x)\,dx=\int _{-\infty }^{\infty }f_{s}(x)\,dx.}}
Так {\displaystyle {f_{s}}} також правильно нормалізована.

## Коефіцієнт норми
Деякі сімейства розподілів використовують коефіцієнт норми, який є протилежністю коефіцієнта масштабу. Так, наприклад, експоненційний розподіл зі шкалою коефіцієнтів β і густиною ймовірності
{\displaystyle f(x;\beta )={\frac {1}{\beta }}e^{-x/\beta },\;x\geq 0}
може в рівній мірі бути записаний з коефіцієнтом норми λ як
{\displaystyle f(x;\lambda )=\lambda e^{-\lambda x},\;x\geq 0.}

## Приклади
- Нормальний розподіл має два параметри: коефіцієнт зсуву {\displaystyle \mu } і коефіцієнт масштабу {\displaystyle \sigma } . На практиці нормальний розподіл часто параметризується, за умови квадрата масштабу {\displaystyle \sigma ^{2}} , що дорівнює дисперсії випадкової величини.
- Гамма-розподіл зазвичай параметризується, за умови коефіцієнта масштабу {\displaystyle \theta } або його протилежного значення.
- Особливі випадки розподілів, де коефіцієнт масштабу дорівнює одиниці, можна назвати «стандартними» за певних умов. Наприклад, якщо коефіцієнт положення дорівнює нулю, а коефіцієнт масштабу дорівнює одиниці, то нормальний розподіл називають стандартним нормальним розподілом, а розподіл Коші — стандартним розподілом Коші.

## Оцінка
Статистичний показник може бути використаний для оцінки коефіцієнта масштабу, поки він:
- є локально-інваріантним,
- є співставленим лінійно з коефіцієнтом масштабу, і
- наближається до границі, коли розмір вибірки зростає.

Різні виміри статистичної дисперсії задовольняють цим пунктам. Для того, щоб зробити конзистентну оцінку для коефіцієнта масштабу, потрібно взагалі помножити статистичний показник на постійний масштабний фактор, який визначається як теоретичне значення величини, отриманої шляхом поділу необхідного коефіцієнта масштабу на асимптотичне значення статистичного показника. Слід зазначити, що масштабний фактор залежить від розподілу.
Наприклад, для того, щоб використовувати медіанне абсолютне відхилення (MAB) для оцінки стандартного відхилення нормального розподілу, потрібно помножити його на фактор
{\displaystyle 1/\Phi ^{-1}(3/4)\approx 1.4826,}
де Φ^-1 квантиль функції (зворотна функції розподілу ймовірностей) для стандартного нормального розподілу. Тобто, MAB не є відповідною оцінкою для стандартного відхилення нормального розподілу, але 1,4826 … MAB є відповідною. Аналогічним чином, середнє абсолютне відхилення повинне бути помножене на приблизно 1.2533, щоб бути відповідною оцінкою для стандартного відхилення. Різні чинники необхідні для оцінки стандартного відхилення, якщо сукупність не відповідає нормальному розподілу.